# سايونارا زتسبو سينسيه
سايونارا زِتسبو سينسيه (さよなら絶望先生 وداعاً أيها المعلم اليائس) هو اسم سلسلة مانغا من تأليف كوجي كوميتا وسلسلة أنمي عرضت في اليابان من 7 يوليو 2007 إلى 23 سبتمبر 2007.

## الموسم الثاني
في يناير 2008، تم عرض موسم ثاني لسلسلة الأنمي، تحت عنوان زوكو سايونارا زِتسبو سينسيه (俗・さよなら絶望先生 بذيء - وداعاً أيها المعلم اليائس) وانتهى عرضه في مارس 2008

## أوفا الأنمي
في يوليو 2008، تم إنتاج سلسلة أوفا للأنمي، تحت عنوان غوكو سايونارا زِتسبو سينسيه (獄・さよなら絶望先生 سجن - وداعاً أيها المعلم اليائس)

## الموسم الثالث
يتم الآن عرض الموسم ثالت للأنمي تحت عنوان زان سايونارا زِتسبو سينسيه (懺・さよなら絶望先生 اعتراف - وداعاً أيها المعلم اليائس)

## روابط خارجية
- سايونارا زتسبو سينسيه على موقع ANN manga (الإنجليزية)